# Amigo por correspondencia

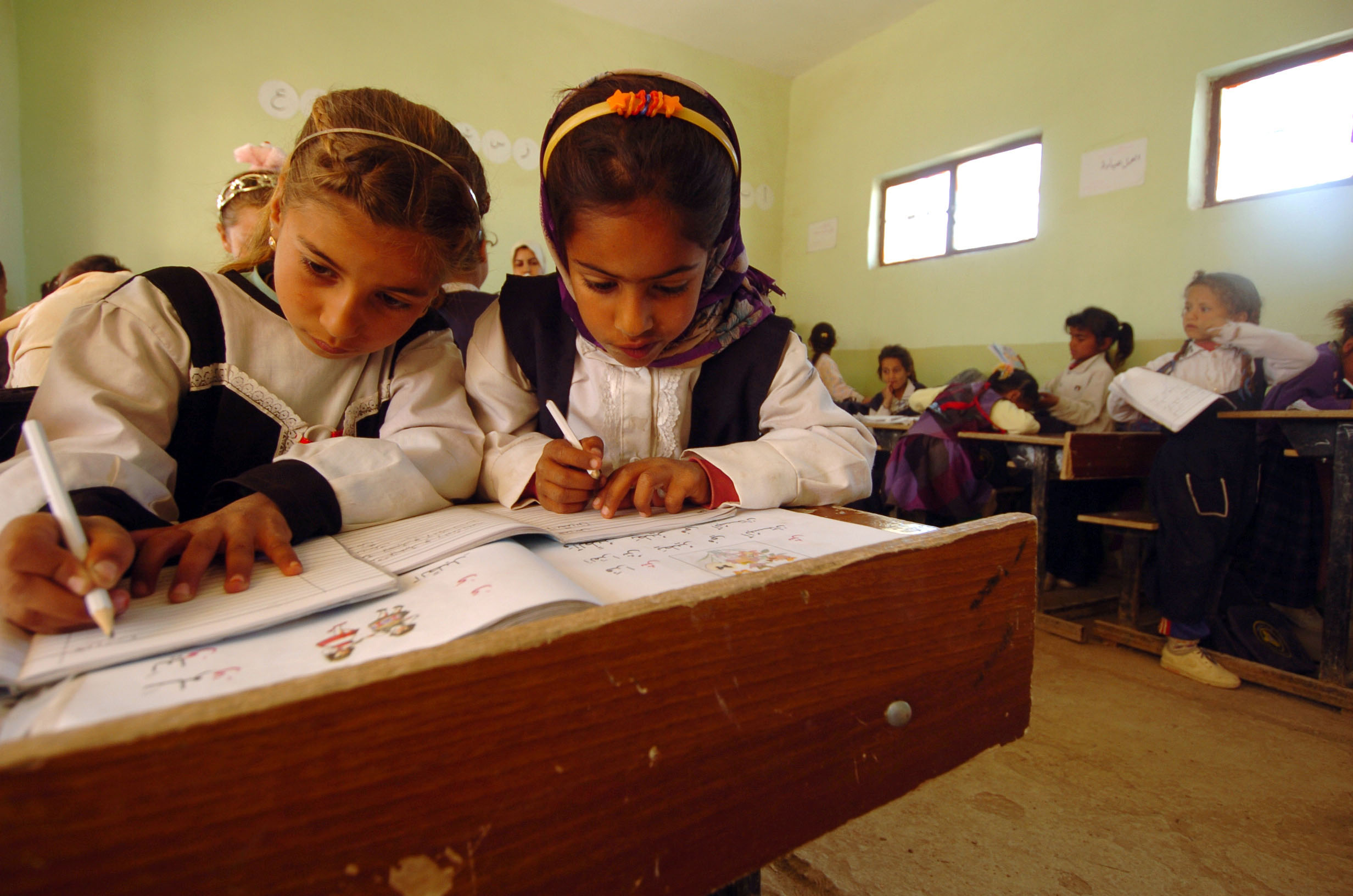
El programa Adopta una escuela (Adopt a School) puso en contacto a escolares iraquíes con otros estadounidenses para que mantuvieran correspondencia.

Unos amigos por correspondencia (amigos por carta o, en inglés, pen pals) son personas que, sin conocerse personalmente (al menos al principio de su relación epistolar), se escriben con regularidad, sobre todo por correo postal. Los propósitos principales de esta correspondencia pueden ser la práctica de una lengua extranjera o el interés por conocer culturas y costumbres ajenas. 
La popularización de internet ha reducido su uso tradicional.